# Адана (вилајет)
Вилајет Адана (тур. Adana ili) је вилајет у Турској смештен у централној јужној Анатолији. Са популацијом од 2.085.225 становника, то је пети вилајет по броју становника у Турској. Административни центар вилајета је град Адана, дом 78% становника вилајета. Вилајет је географски и економски део региона Чукурова заједно са вилајетима Мерсин, Османије и Хатај.

## Географија
Вилајет Адана заузима површину од 14.030 km². Јужни део вилајета је равница, а северни чине планине. Суседни вилајети су Мерсин на западу, Хатај на југоистоку, Османије на истоку, Кахраманмараш на североистоку, Кајсери на северу и Нигде на северозападу.
Густина насељености је 147 ст./km².

## Окрузи
Вилајет Адана је подељен на 15 округа:
- Сејхан
- Јурегир
- Чукурова
- Саричам
- Караисали
- Аладаг
- Џејхан
- Феке
- Имамоглу
- Караташ
- Козан
- Позанти
- Саимбејли
- Туфанбејли
- Јумурталик

## Управа
Два нивоа управе су укључена у администрацију вилајета Адана: централни и вилајетски. Аданско намесништво је вилајетски огранак централне управе, а Посебна управа вилајета Адана је вилајетско управно тело. Вилајет је подељен на 15 округа и сваки округ је подељен на општине и села. Општине се потом деле на суседства - махале (тур. Mahalle).

### Управа у Адани
Централна управа у Анкари има велики утицај на администрацију у вилајету преко Аданског намесништва. Намесништво надгледа рад вилајетских и регионалних директората министарстава и других владиних тела. Вилајетски директорати покривају само вилајет Адана, а регионални директорати покривају Чукурову и у неком случајевима додатне вилајете. Вилајетски и регионални директорати Централне управе укључују (али нису ограничени само на то);
- Вилајетски директорати: Образовање, Здравство, Туризам и култура, Млади и спорт, Животна средина и шумарство, Социјалне службе, Пољоделство, Индустрију и размену, Полицијске службе, Одбрану, Популацију и грађанство, Агенцију за запошљавање, Завод за социјалну сигурност
- Регионални директорати: Турске државне железнице, Завод за статистике, Фондације, Метеорологија

Велика турска народна скупштина (TBMM) или Меџлис је једина законодавна установа у Турској и вилајет Адана је у њој представљен са 14 чланова.

### Посебна управа вилајета
Посебна управа вилајета Адана (тур. Adana İl Özel İdaresi) је полудемократско вилајетско владајуће тело које има три органа: Вилајетски парламент, Гувернер и Енџумен (тур. Encümen). Чланови вилајетског парламента бирају се демократски, гувернера именује Централна управа и 4 од 8 чланова Енџумена именује гувернер.
Посебна управа вилајета није јурисдикција и има малу извршну моћ у управи вилајета и имала је буџет од 55 милиона турских лира 2010. године. Веће извршне дужности Посебне управе су: градња и одржавање школа, станова, обданишта, управних зграда, путева, промовисање уметности и културе, заштита и очување природе, социјалне службе и регионално планирање.

#### Вилајетски парламент
Адански вилајетски парламент (тур. Adana İl Genel Meclisi) је извршни орган Посебне вилајетске управе. Чини га 61 члан који представљају 15 округа. Чланови Парламента су предложени од стране окружних огранака националних странки током локалних избора и изабрани су по д'Хондт методи. Сваки округ је изборни и постоји праг од 10% за странку да добије место у округу. Нема прага на вилајетском нивоу. Парламентом управља председник, два потпредседника, и два генерална секретара које бирају чланови. Парламентом тренутно заседа Абдулах Торун.
| Округ      | Чланова парламента |
| ---------- | ------------------ |
| Сејхан     | 11                 |
| Јурегир    | 8                  |
| Чукурова   | 7                  |
| Саричам    | 5                  |
| Караисали  | 2                  |
| Аладаг     | 2                  |
| Џејхан     | 6                  |
| Феке       | 2                  |
| Имамоглу   | 3                  |
| Караташ    | 2                  |
| Козан      | 5                  |
| Позанти    | 2                  |
| Саимбејли  | 2                  |
| Туфанбејли | 2                  |
| Јумурталик | 2                  |
| Укупно     | 61                 |

#### Гувернер
Вилајетски гувернер - валија (тур. Vali) је главни руководилац вилајета Адана. Поред председања Енџуменом, гувернер такође делује као шеф вилајетских директората Централне управе. Гувернер се бира по савету Министарства унутрашњих послова Кабинету са одобрењем председника Републике. Илхан Атиш је гувернер вилајета од 2007. године.
Окружни гувернери (тур. Kaymakam) су главни руководиоци својих округа. Окрузи су напросто само управне поделе вилајета и окружни гувернери раде под валијом.

#### Енџумен
Енџумен је извршни одбор Посебне управе вилајета Адана, састављен је од 11 чланова. Енџуменом председа гувернер. 4 члана бира Вилајетски парламент међу својим члановима сваке године, а друга 4 члана су оделски директори Посебне управе вилајета Адана препоручени од стране гувернера, такође бирани на годишњем нивоу.

### Општине
Постоји укупно 37 општина у вилајету Адана. Град Адана има општинску структуру од два нивоа где метрополитанска општина формира горњи ниво, а 5 окружних општина: Сејхан, Јурегир, Чукурова, Саричам и Караисали формирају нижи ниво. Општинске одборнике градске општине бирају међу окружним општинским одборницима од стране одговарајућих општинских одбора. 10 окружних општина и 21 градско подручје (тур. Belde) чине остатак општина вилајета.
Општине имају 3 органа: општинско веће, начелника и Енџумен, извршно веће. Општински одборници и начелници се бирају на локалним изборима. Енџумен чине чланови пола изабрани од стране већа и пола предложени од стране начелника.

#### Махале
Суседство - махала (тур. Mahalle) је најмања административна целина унутар општине, њоме управља Мухтар и Суседско веће старијих (тур. Mahalle İhtiyar Heyeti) састављено од 4 члана. Управа махале није инкорпорирана у власт, па стога нема управни статус. Иако их бирају становници махале, мухтарима нису загарантовани ни моћ ни средства, они напросто раде као управници окружног гувернера. Мухтар такође оглашава потребе махале општинској управи заједно са Већем старијих. Мухтар и чланови већа се бирају по броју гласова на локалним изборима. Управници махала нису укључени у политичке странке.

### Села
Села су насеља у којима живи мање од 2000 људи. У аданском вилајету постоји укупно 469 села, која су раширена по свим окрузима изузев Сејхана. Селима управља мухтар и Сеоско веће старијих. Веће може имати 4, 5 или 6 чланова зависно од популације села. За разлику од махалских мухтара, сеоски мухтари имају загарантовану моћ и сеоска администрација спада у управна тела.

## Становништво
Популација вилајета Адана од 31.12.2010. износи 2.085.225. 88% популације живи у урбаним срединама што овај вилајет чини једним од најурбанизованијих у Турској. Годишњи раст популације вилајета је 1,12% испод просечног раста нације. 76% становника вилајета, што одговара броју од 1.591.518 људи, живи у урбаном подручју Адане коју сачињавају урбани простори округа Сејхан, Јурегир, Чукурова, Саричам и Караисали.
| Округ      | Урбано    | Рурално | Укупно    |
| ---------- | --------- | ------- | --------- |
| Сејхан     | 723,277   | 0       | 723,277   |
| Јурегир    | 417,693   | 4,836   | 422,529   |
| Чукурова   | 343,770   | 4,171   | 347,941   |
| Саричам    | 99,313    | 21,012  | 120,325   |
| Караисали  | 7,465     | 15,516  | 22,981    |
| Аладаг     | 4,139     | 13.030  | 17,169    |
| Џејхан     | 105,879   | 52,850  | 158,729   |
| Феке       | 4,603     | 14,393  | 18,996    |
| Имамоглу   | 20,593    | 9.959   | 30,552    |
| Караташ    | 8.483     | 12,777  | 21,260    |
| Козан      | 76,864    | 50,236  | 127,100   |
| Позанти    | 9,864     | 10,415  | 20,279    |
| Саимбејли  | 3,984     | 13,371  | 17,355    |
| Туфанбејли | 5,376     | 12,696  | 18,072    |
| Јумурталик | 5,129     | 13,531  | 18,660    |
| Вилајет    | 1,836,432 | 248.793 | 2.085.225 |

## Музеји и археолошка места
Вилајет Адана има 160 km обале, већином без људских активности. Караташ и Јумурталик су два мала насеља на обали и поприште су викендица и локалног туризма. Остатак обале чине заштићене зоне, фарме и шуме. Са античким насељима, националним парковима, водопадима, висијама и планинама, вилајет Адана је мешавина различитих рељефних целина.

### Музеји
- Адански археолошки музеј у граду Адани
- Адански етнографски музеј
- Адански Ататурков музеј
- Музеј мозаика из Мисиса

### Историјска места
- Топракале (Мисис)
- Дворац Думлу (Џејхан)
- Јиланкале ("змијски дворац")
- Историјска махала Тепебаг (Адана)
- Дворана Рамазаноглу (Адана)
- Курткулаги каравансарај у Џејхану
- Дворана Хајрије Ханим у Решатбеј-махали у Адани
- Чарши Хамам (Адана)
- Велики сат и Бедестен (базаар) у граду Адани
- Ташкопру: римски мост из 4. века у граду Адани
- Дворац и манастир Козан
- Улуџами ("велика џамија") у граду Адани
- Хасан Ага Масџид (Адана)
- Јаг џамија у граду Адани
- Црква светог Павла (Bebekli Kilise) у граду Адани
- Сулејманова кула, Јумурталик

### Античка насеља
| Име             | Период                            | Удаљеност од града Адане | Округ            |
| Шар (Комона)    | Хетитско-римско-јерменски         | 211 km                   | Туфанбејли       |
| Ајас            | Грчко-римски                      | 78 km                    | Јумурталик       |
| Малос           | Грчко-римски                      | 50 km                    | Караташ          |
| Мисис           | Хетитско-римско-арапско-отомански | 27 km                    | Мисис, Јакапинар |
| Магарсос        | Грчко-римски                      | 50 km                    | Караташ          |
| Тумлу           | Средњи век                        | 50 km                    | Џејхан           |
| Мазирик         | Рани период                       | 50 km                    | Караисали        |
| Анаварза        |                                   |                          | Џејхан           |
| Акорен          |                                   |                          | Аладаг           |
| Сиркели Тумулус |                                   |                          |                  |

## Паркови и заштићена подручја
Лагуна Акјатан је велики резерват за дивље животиње који служи као станица за птице селице које путују из Африке у Европу. Резерват заузима 14700ha шума, лагуне, мочвара, песковитог и трсковитог земљишта. Језеро Акјатан је природно чудо са ендемским биљкама и угроженим птичјим врстама које ту живе заједно са осталим биљкама и животињама. 250 врста птица је примећено током студије из 1990. године. Заштићено подручје се налази 30 km јужно од Адане, близу Тузле.
Природни резерват Јумурталик покрива подручје од 16,430ha унутар делте Сејхан-Џејхан, са својим језерима, лагунама и много биљних и животињских врста. Подручје је вежна локација за многе птице селице, чији је број већи током зиме кад језера постају склониште, јер се језера даље на северу замрзавају.
Национални парк Аладаглар, северно од Адане, је велики парк од 55.000ha, врх Демирказик на 3756m је највиша тачка у планинском ланцу средњи Таурус. Богат је флором и фауном, и посетиоци могу пецати у потоцима пуним пастрмке. Дивљина укључује дивокозе, медведе, рисеве и самуре. Најуобичајеније биљке су црни бор и приморски бор на југу, са кедровима смештеним у средини, и јелама у северним пределима са већом влажношћу. Планински регион чине, изнад горњих граница шуме, каменити пашњаци и мало осталих биљака због висине и стрмости терена.

## Планине и висоравни
Планине Таурус садрже много висија са прекрасним пејзажом.
- Висораван Мејдан, Аладаг
- Аладаг Агџакисе, Башпинар биџи ве Косурга висоравни
- Висије Индереси код села Феке
- Висораван Кизилдаг, Караисали
- Козан-Хорзум и Чулушаги висије
- Висораван Голер, Козан
- Позанти - Акчатекир висија
- Позанти - Армутолугу висораван
- Позанти - Висораван села Финдикли
- Позанти - Белемедик висораван
- Позанти - Висораван Асар
- Саимбејли - Чатак висораван
- Туфанбејли - Куребели висораван
- Туфанбејли - Обрук висија

## Фестивали
- Међународни филмски фестивал Алтин Коза (07-13. јун)
- Међународни театарски фестивал Сабанџи (27. март- 30. април)
- Фестивал брескава Имамоглу - Имамоглу (јун)
- Фестивал рвања Кизилдаг Каракуџак - Караисали
- Фестивал вишања - Саимбејли (20–22. јун)

## Галерија
- Плажа Јумурталик
- Дворац Дениз (Киз) у Јумурталику